# بیوران سفلی
بیوران سفلی، روستایی است از توابع بخش مرکزی شهرستان سردشت استان آذربایجان غربی ایران..

## جمعیت
این روستا در دهستان بریاجی قرار داشته و بر اساس سرشماری سال ۱۳۸۵ جمعیت آن ۱۲۶۱ نفر (۲۳۸ خانوار)
بوده‌است.